# Ljudmila Anatoljewna Bykowskaja
Ljudmila Anatoljewna Bykowskaja (russisch Людмила Анатольевна Быковская; * 16. Juni 1937; † 26. Dezember 2013 in Moskau) war eine sowjetisch-russische Physikerin und Hochschullehrerin.

## Leben
Bykowskaja studierte an der physikalischen Fakultät der Lomonossow-Universität Moskau (MGU) mit Abschluss 1962.
Nach dem Studium war Bykowskaja Ingenieurin am Allrussischen Forschungsinstitut für medizinische Geräte, Physiklehrerin an Schulen, wissenschaftliche Mitarbeiterin am Allrussischen Forschungsinstitut für Stromerzeugung und Lehrende am Moskauer Staatlichen Pädagogischen Institut (MGPI).
Am 1. Mai 1970 wurde Bykowskaja wissenschaftliche Mitarbeiterin der Abteilung für Molekül-Spektroskopie des Moskauer Instituts für Spektroskopie (ISAN) der Akademie der Wissenschaften der UdSSR (bis 15. August 1992). Daneben lehrte sie am Lehrstuhl für Quantenoptik des Moskauer Instituts für Physik und Technologie (MFTI).
1986 erhielt Bykowskaja den Staatspreis der UdSSR für die Arbeiten zur hochauflösenden Spektroskopie und zum stabilen spektralen Lochbrennen von komplexen Molekülen und Feststoffen (1972–1984) zusammen mit Rein Avarmaa, Ljubow Alexandrowna Rebane, Roman Iwanowitsch Personow, Jaak Kikas, Konstantin Nikolajewitsch Solowjow und den anderen Mitgliedern des Kollektivs.
Bykowskaja starb im Krankenhaus und wurde auf dem Chowanskoje-Friedhof bestattet.